# Kamianna
Kamianna (do 31.12.2012 Kamienna, j. łemkowski Камяна) – wieś w Polsce położona w województwie małopolskim, w powiecie nowosądeckim, w gminie Łabowa, 17 km na północ od Krynicy-Zdroju.

## Historia
Wieś biskupstwa krakowskiego w powiecie sądeckim w województwie krakowskim w końcu XVI wieku. W latach 1975–1998 miejscowość administracyjnie należała do województwa nowosądeckiego.

## Zabytki
Obiekt wpisany do rejestru zabytków nieruchomych województwa małopolskiego.
- Drewniany kościół parafialny pw. Nawiedzenia NMP.

## Cerkiew (ob. kościół katolicki)
W centrum wsi znajduje się drewniany kościół pw. Narodzenia NMP, dawna cerkiew prawosławna z 1930. Zaś dawna drewniana cerkiew greckokatolicka z 1805 roku pod wezwaniem św. Paraskewy została w 1949 przeniesiona do Bukowca na Pogórzu Rożnowskim, gdzie po znacznej przebudowie służy jako kościół rzymskokatolicki.

## Ochotnicza Straż Pożarna
W Kamiennej istnieje Ochotnicza straż pożarna założona w 1962 roku, jednostka posiada system selektywnego alarmowania w razie akcji Ratowniczo-gaśniczej dyżurny PSP w Nowym Sączu dysponuje jednostkę do działań. Jednostka ma w planach budowę nowej remizy. Na wyposażeniu jednostki znajduje się średni samochód ratowniczo-gaśniczy marki Magirus Deutz GBA i 2,5/16 i Volkswagen Transporter.

## Gospodarka i Turystyka
Ośrodek pszczelarski znany z dużej produkcji miodu i produktów pszczelich. Światowe Centrum Apiterapii. We wsi funkcjonuje Dom Pszczelarza Polskiego Związku Pszczelarskiego oraz Muzeum Pszczelarstwa.

## Demografia
Ludność według spisów powszechnych, w 2009 wg PESEL.
| Rok    | 1900 | 1921 | 1931 | 2002 |
| Liczba | 81   | 67   | 71   | 46   |

| Zwierzęta | Konie | Bydło | Owce | Świnie |
| Liczba    | 28    | 348   | –    | 47     |

## Osoby związane z miejscowością
- Henryk Ostach, wieloletni prezes a następnie prezes honorowy Polskiego Związku Pszczelarskiego, honorowy prezydent Federacji Europejskich Związków Pszczelarskich Apislawia.

## Galeria

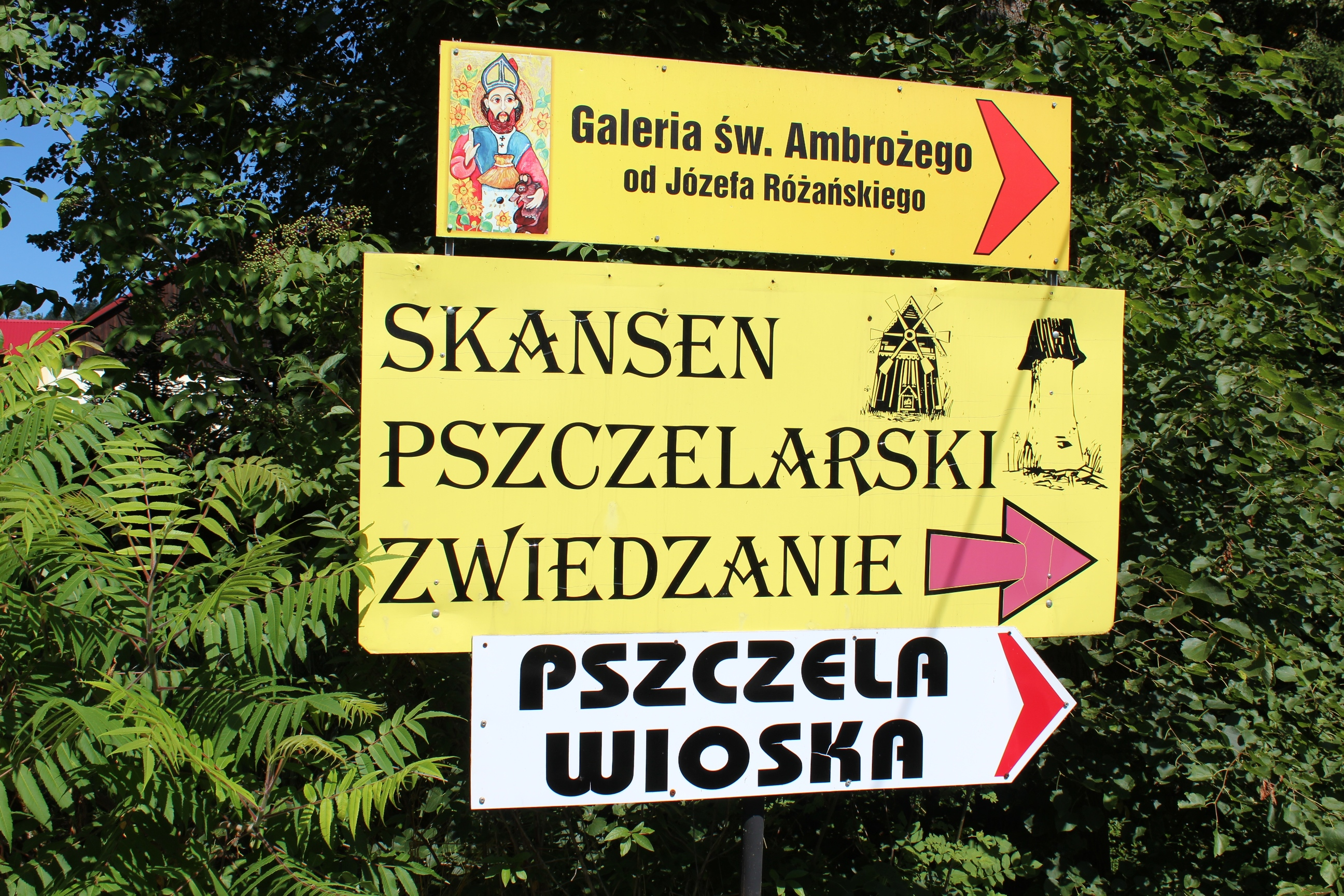
Drogowskazy do atrakcji pszczelarskich
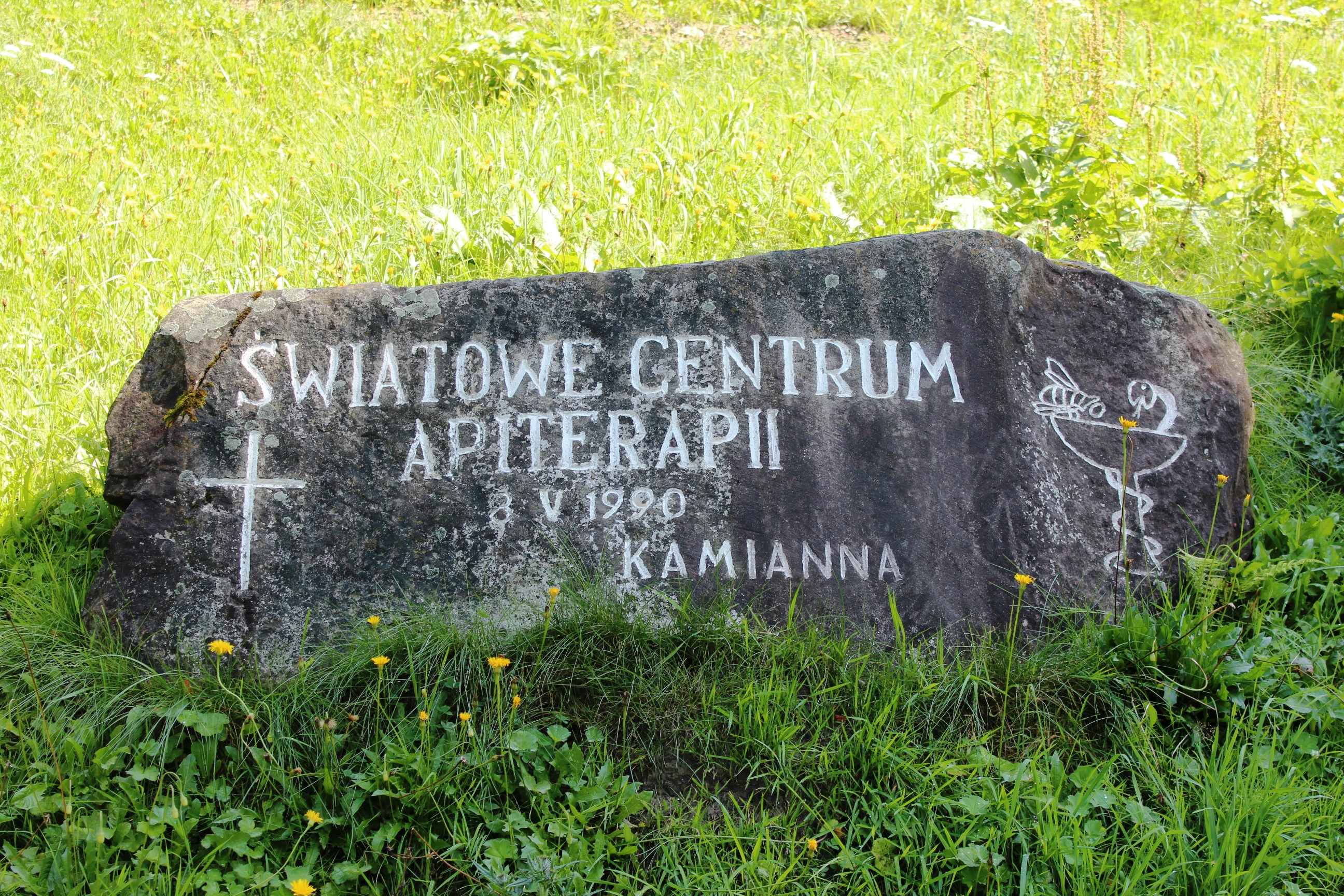
Głaz Światowego Centrum Apiterapii
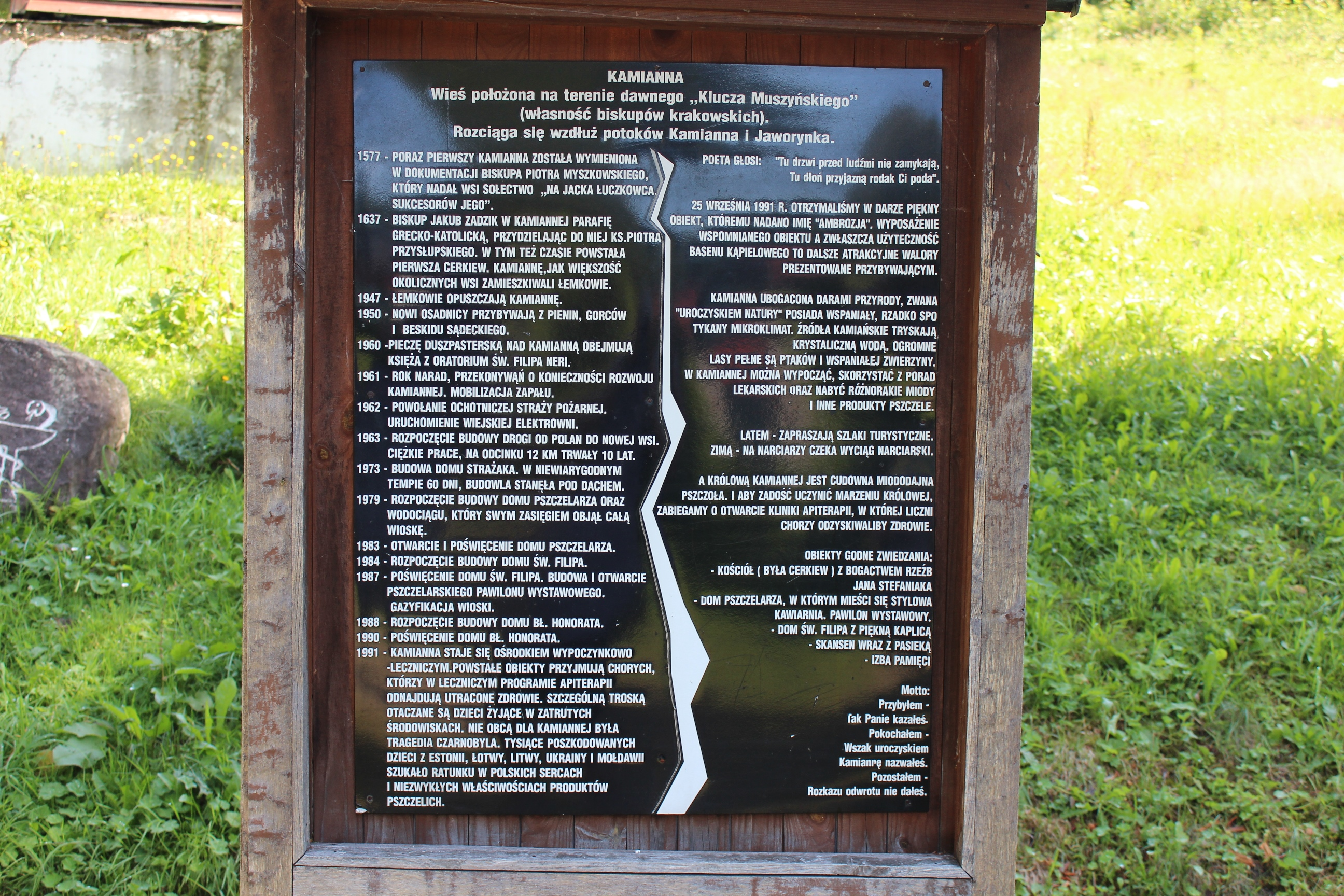
Tablica z historią wsi
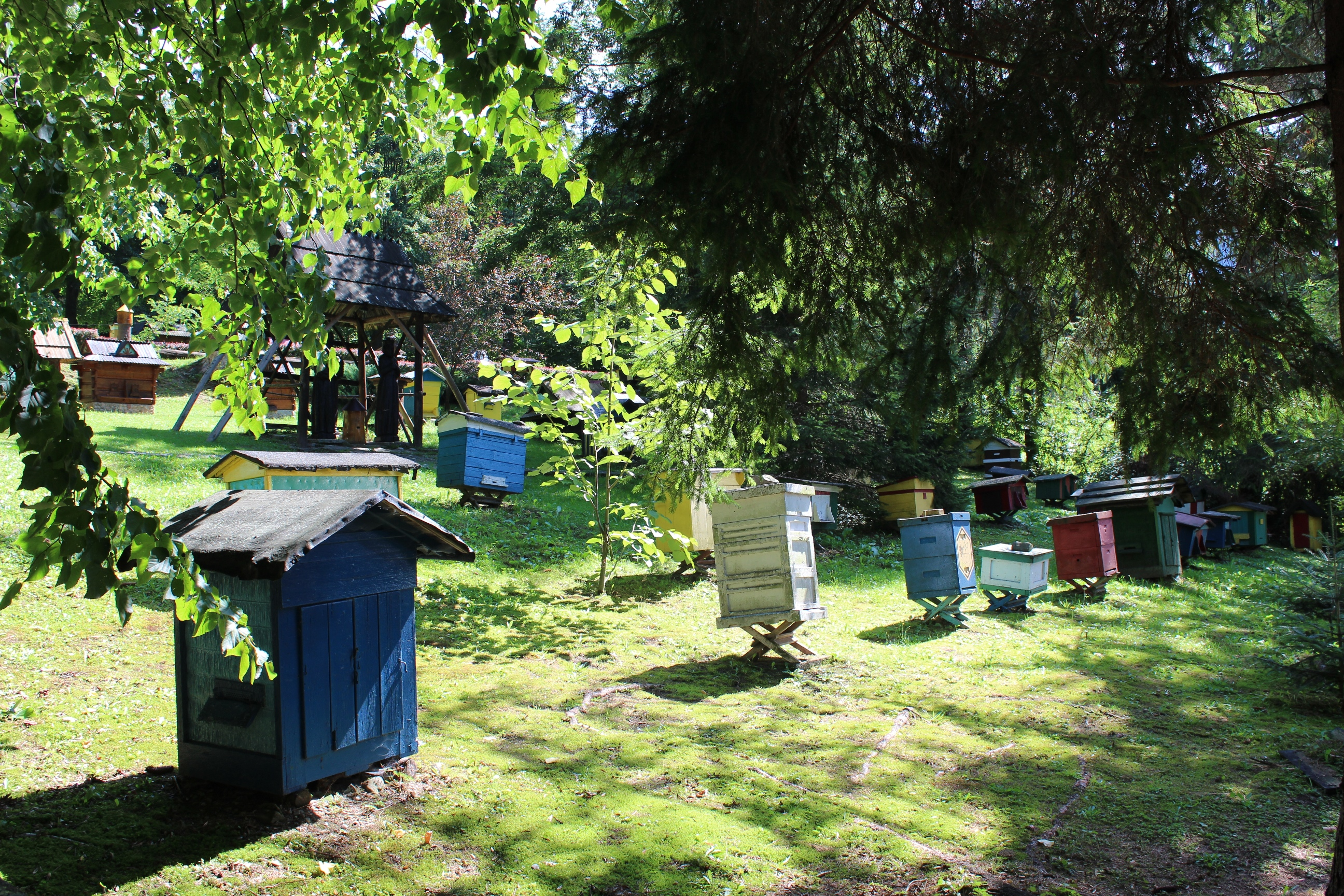
Muzeum pszczelarstwa (skansen)
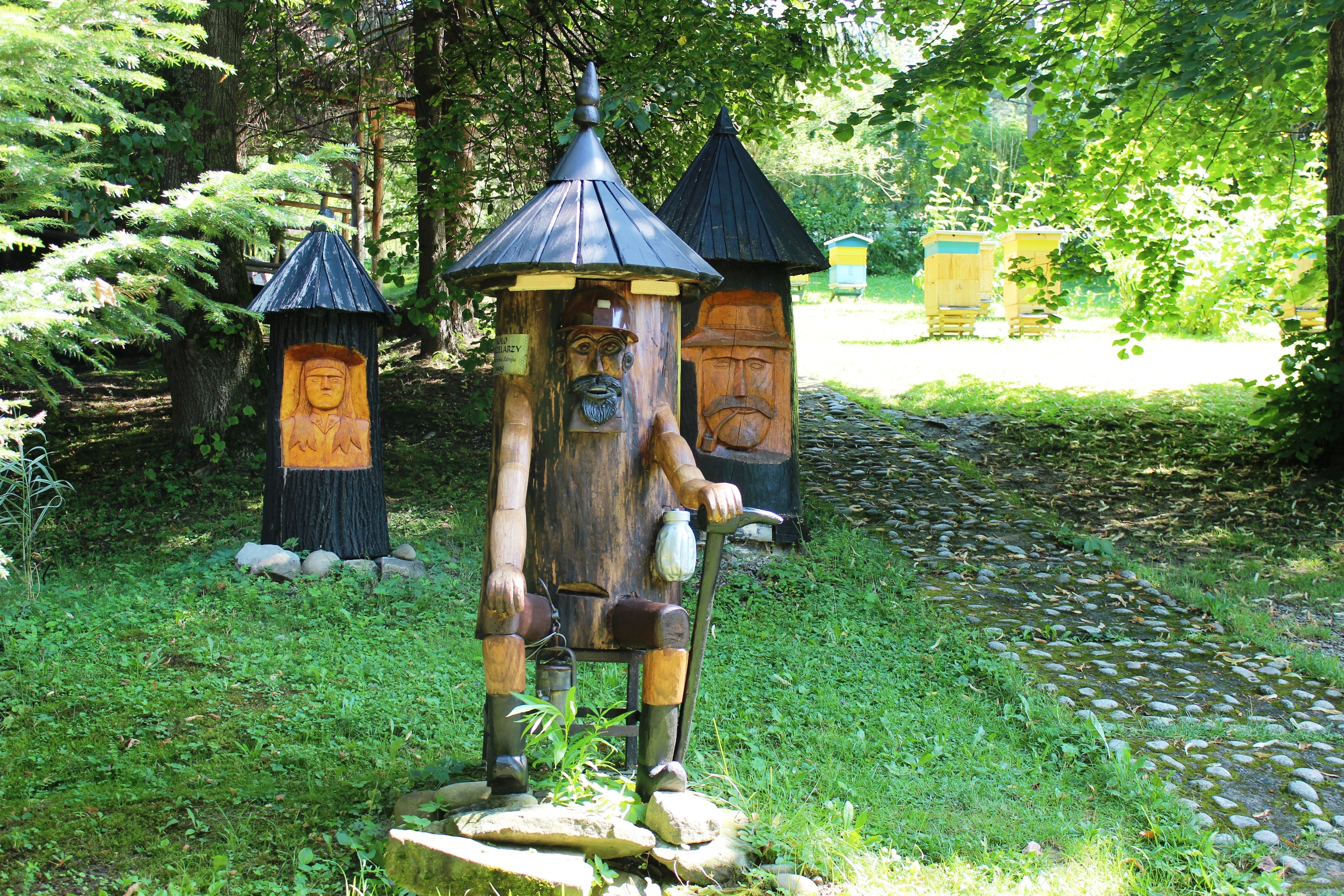
Muzeum pszczelarstwa (skansen)
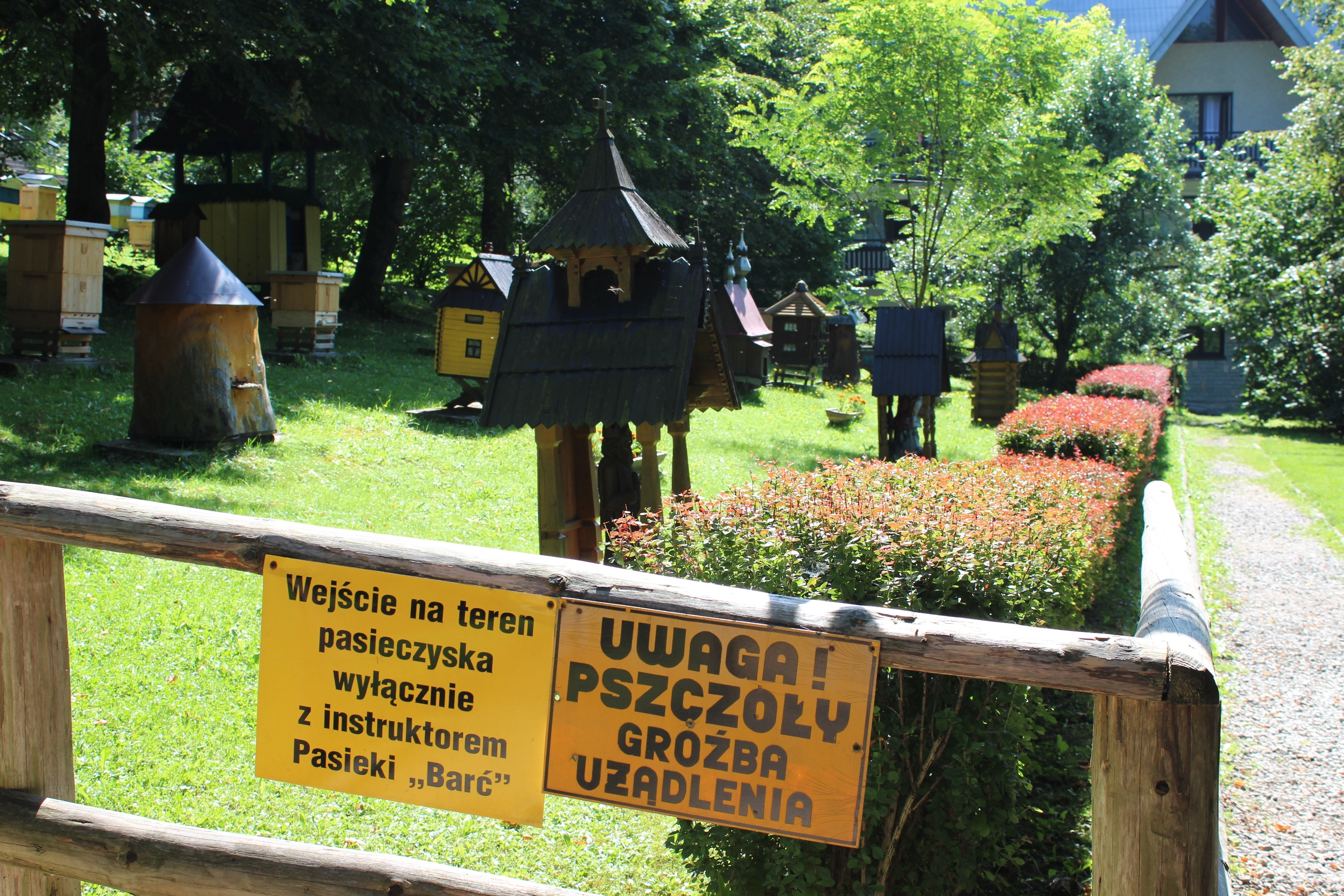
Muzeum pszczelarstwa (skansen)
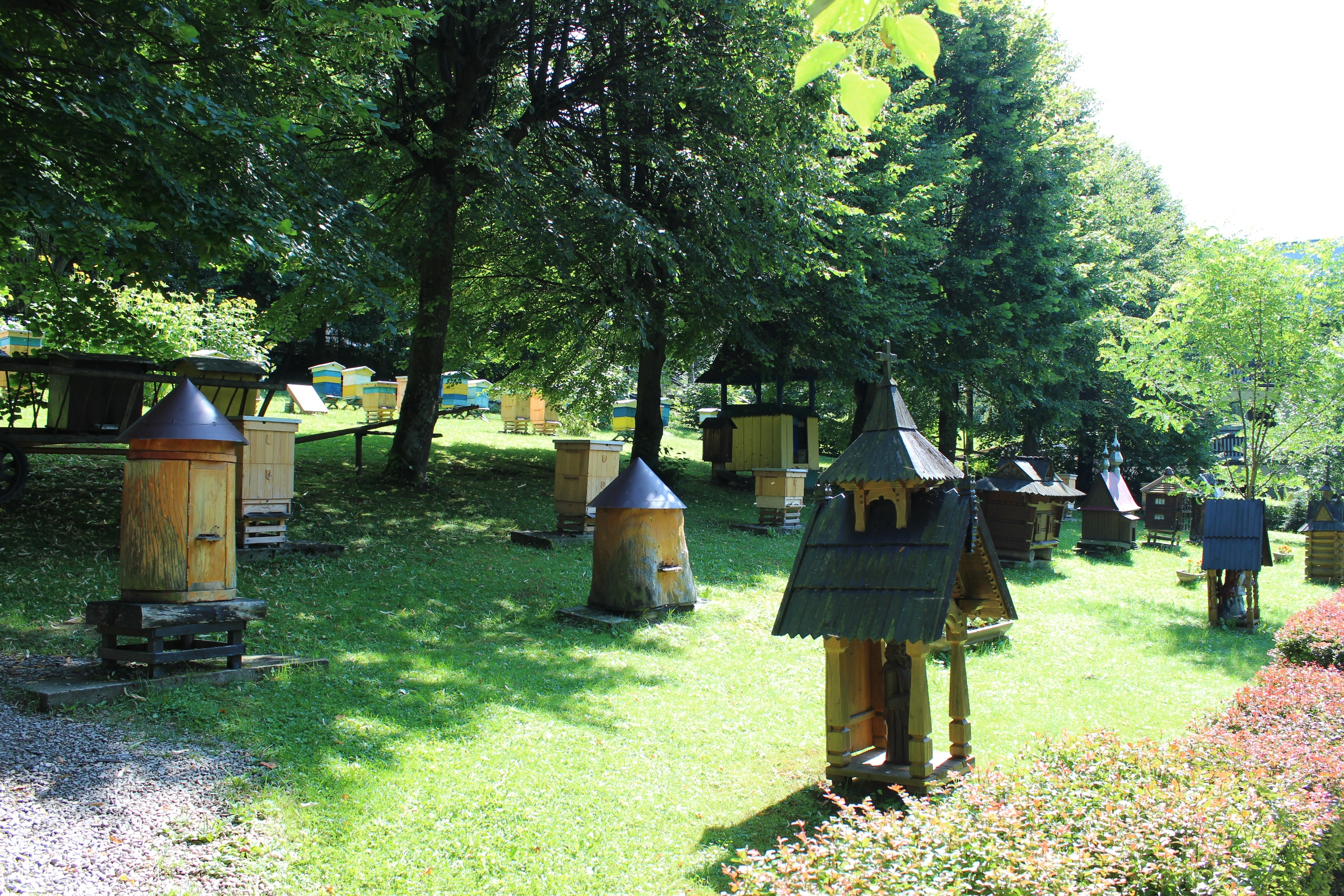
Muzeum pszczelarstwa (skansen)
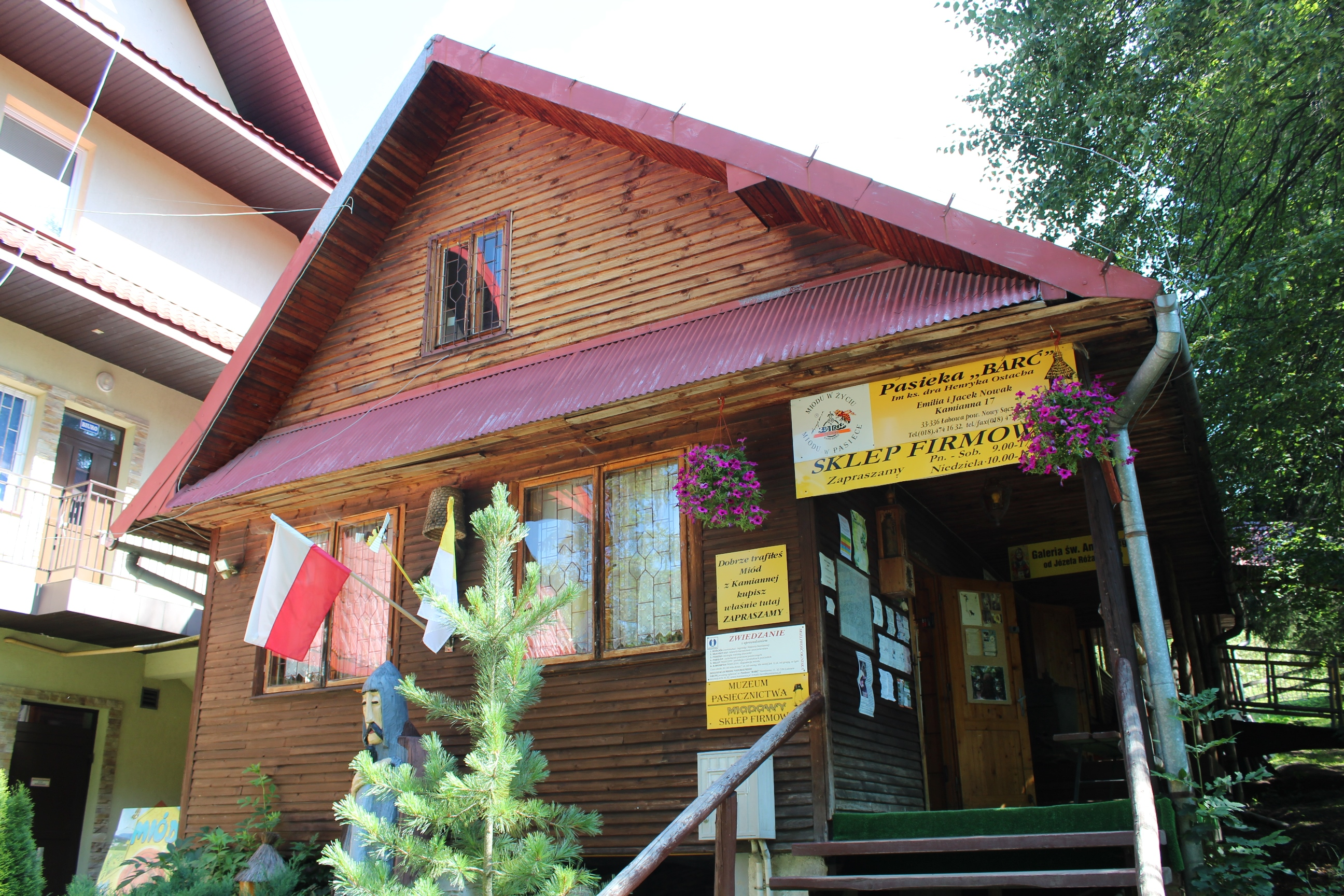
Muzeum pszczelarstwa
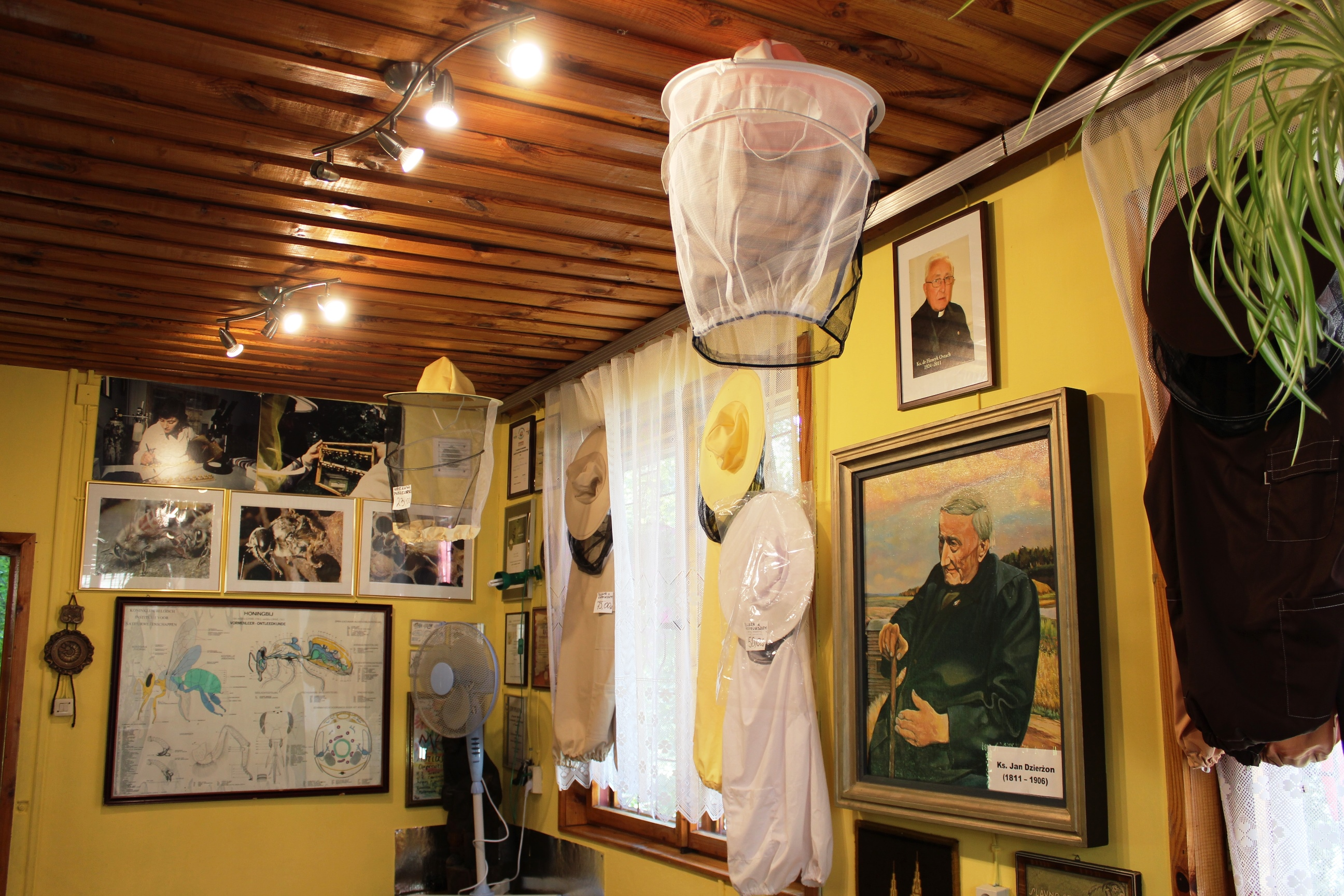
Ekspozycja muzealna
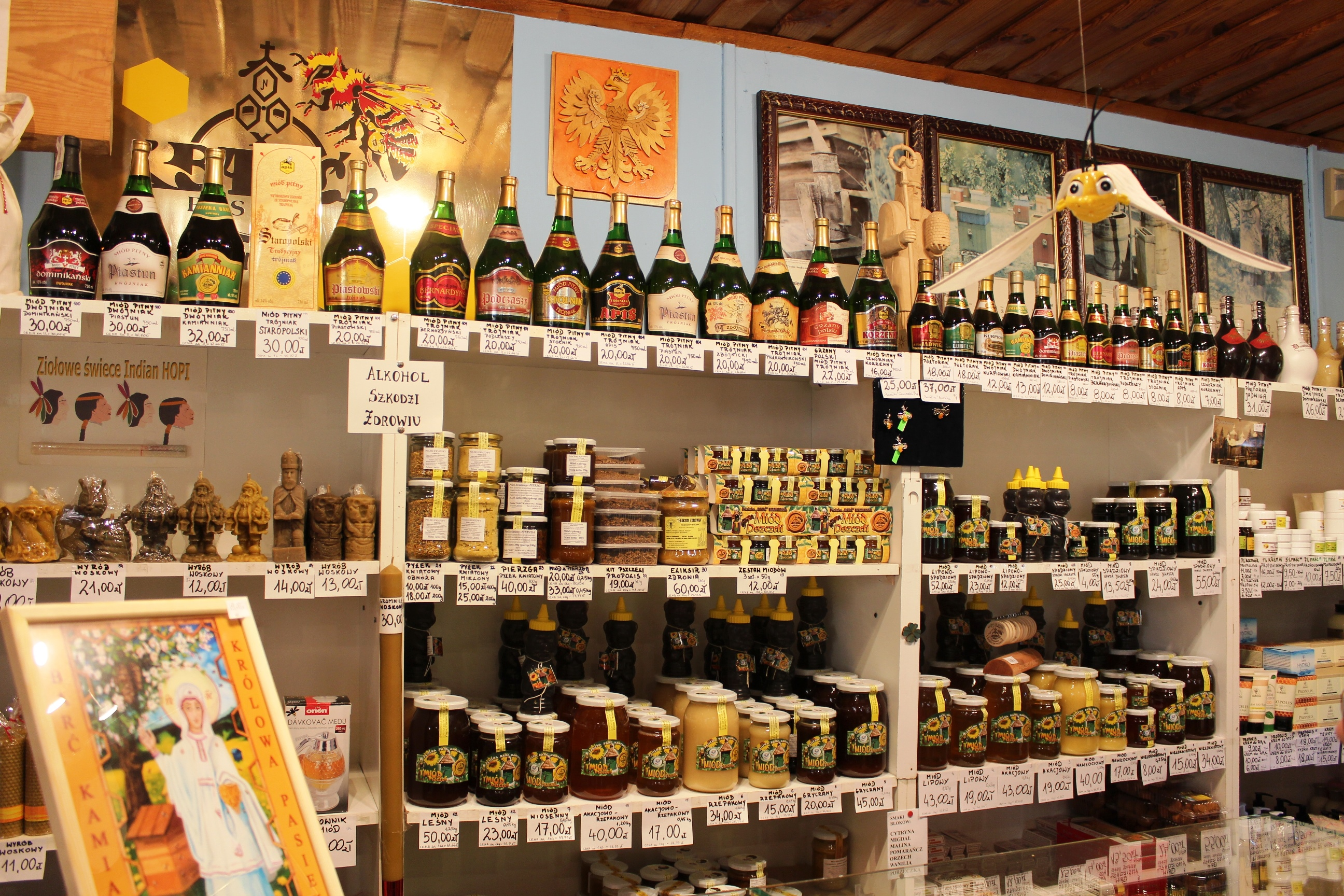
Sklep pszczelarski
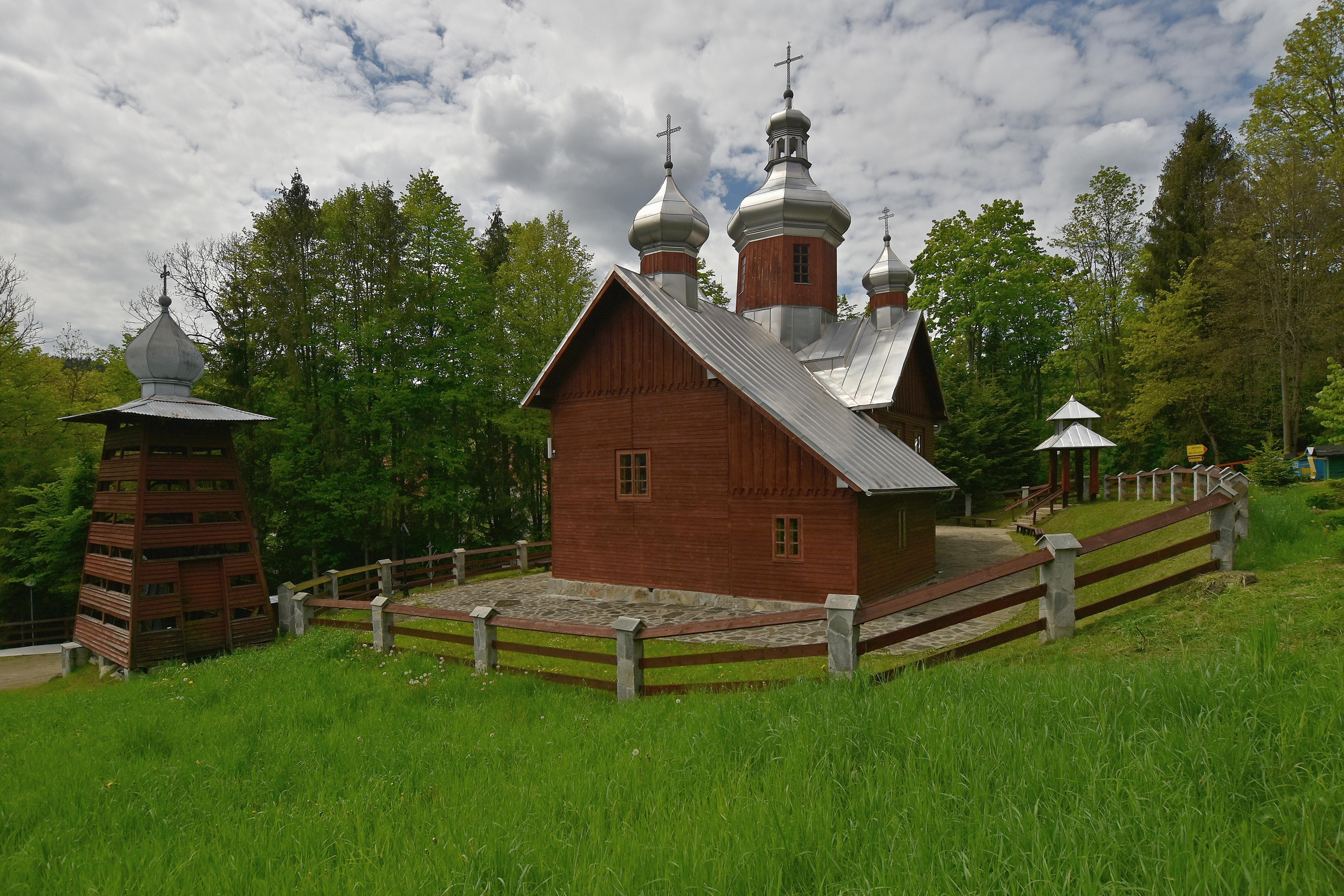
Dawna cerkiew św. Paraskewy w Kamiannej
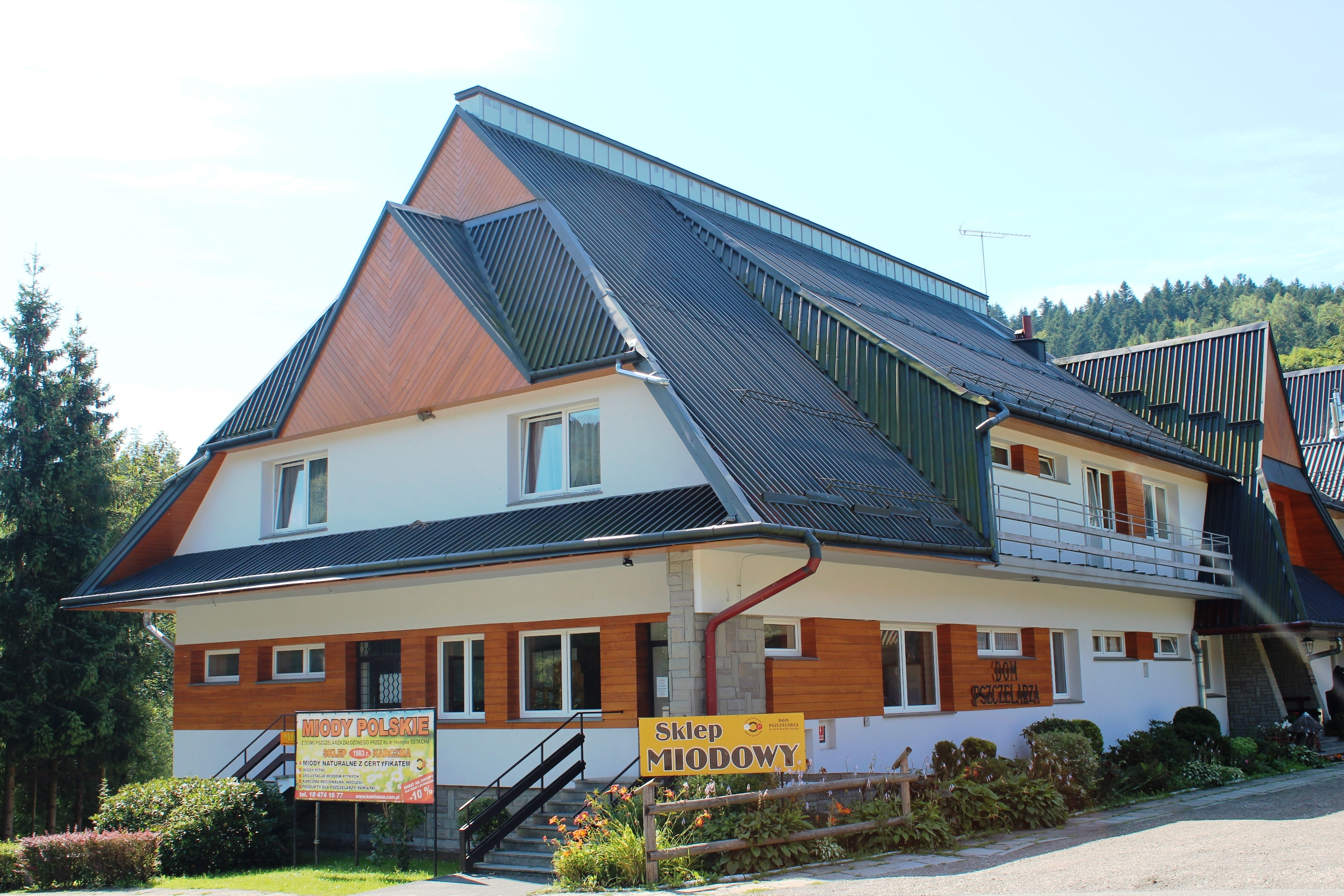
Dom Pszczelarza w Kamiannej
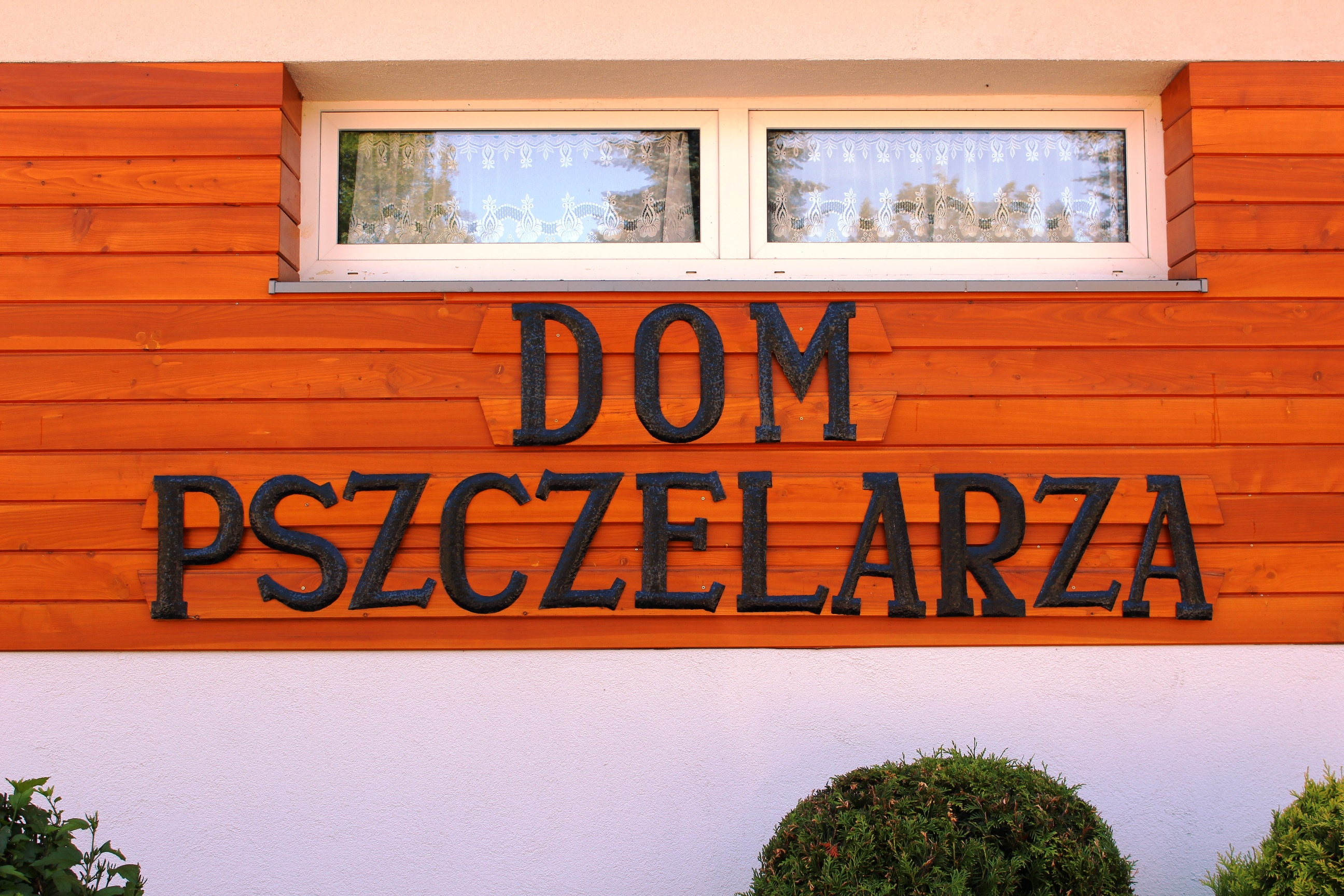
Napis na ścianie budynku Domu Pszczelarza
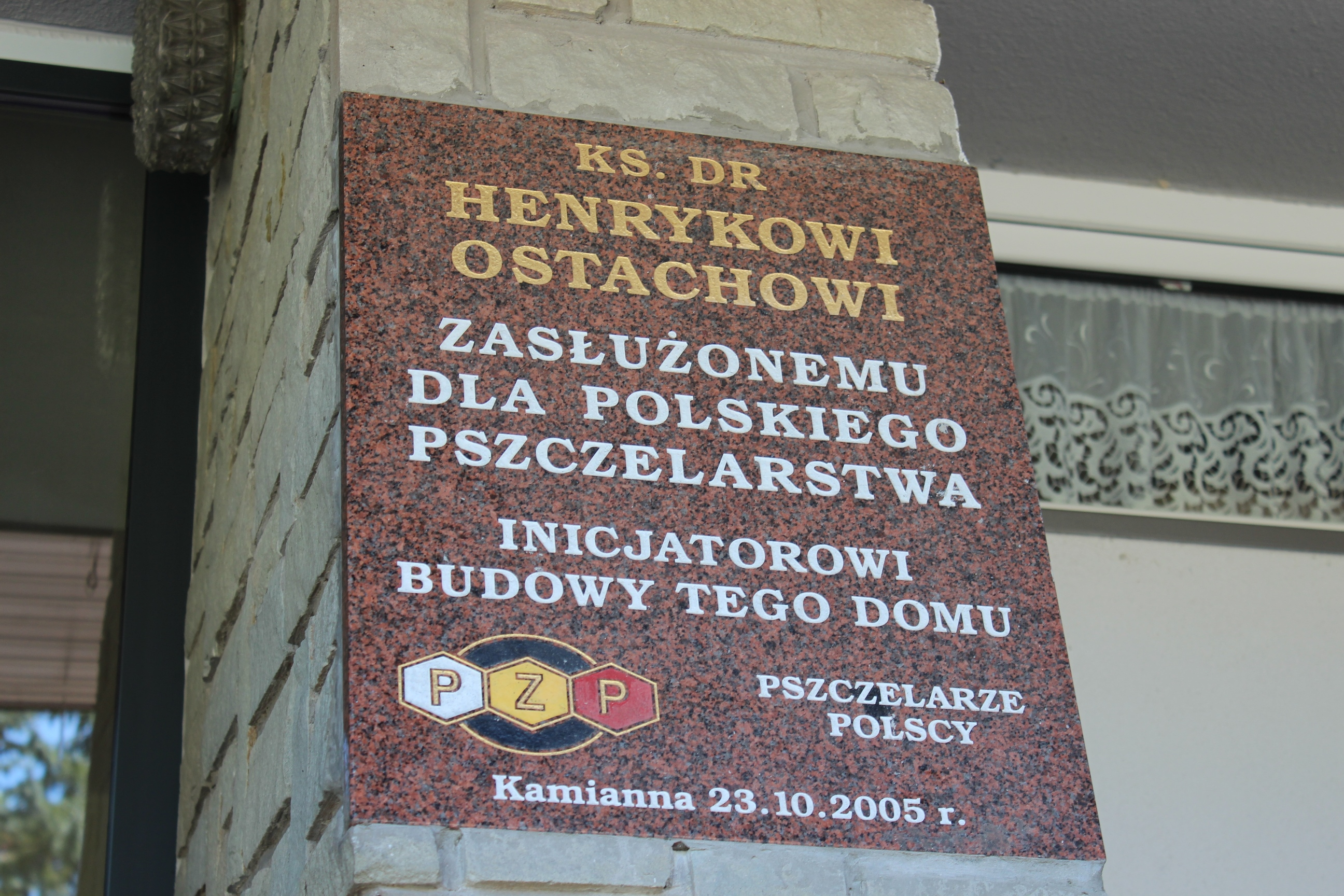
Tablica pamiątkowa poświęcona Henrykowi Ostachowi
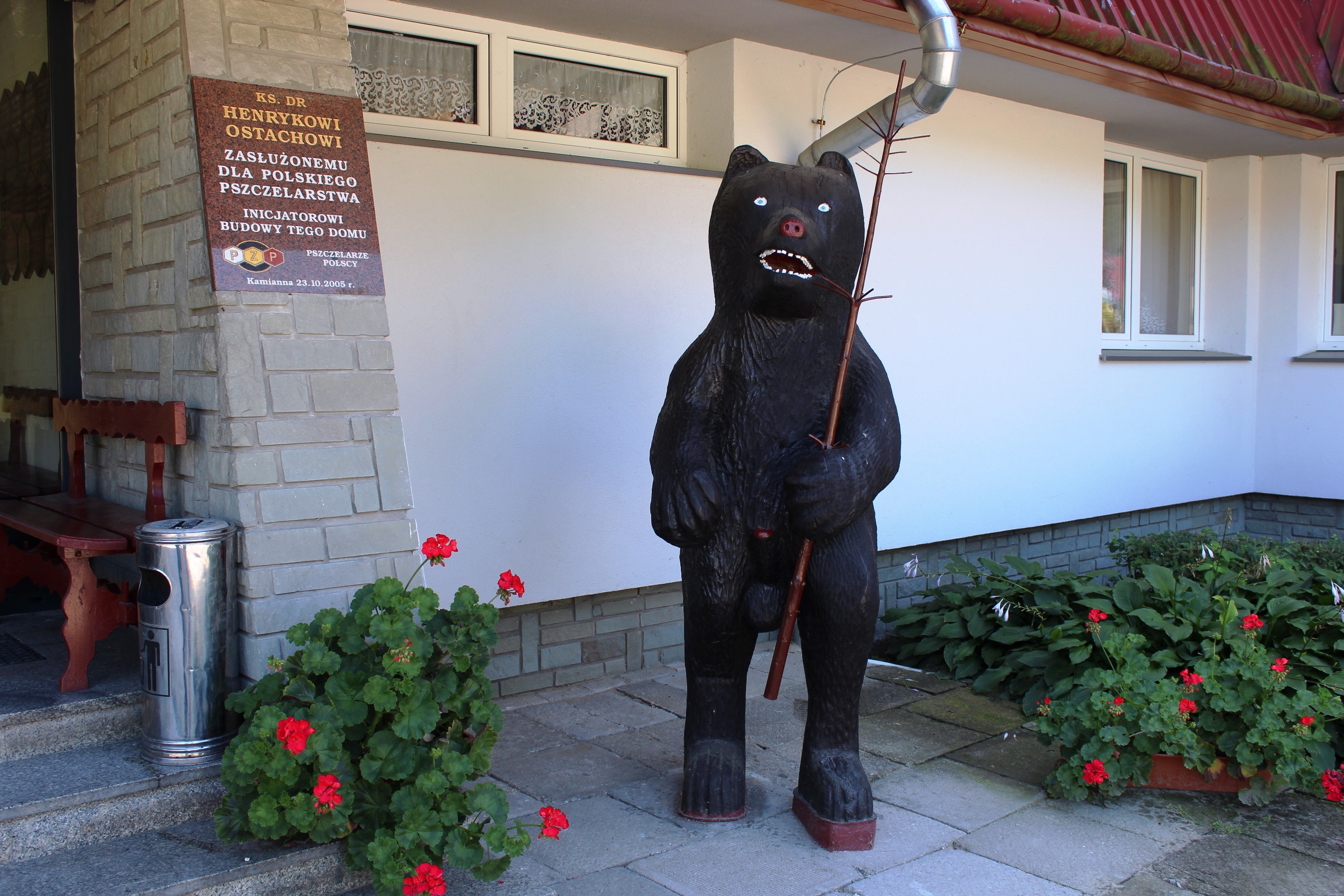
Ul figuralny w kształcie niedźwiedzia